# Grudowiki
Grudowiki, Hrudowiki (biał. Грудавікі, Hrudawiki; ros. Грудовики, Grudowiki) – wieś na Białorusi, w obwodzie brzeskim, w rejonie kamienieckim, w sielsowiecie Rzeczyca, w granicach Parku Narodowego „Puszcza Białowieska”.

## Historia
W XIX i w początkach XX w. położone były w Rosji, w guberni grodzieńskiej, w powiecie brzeskim, w gminie Dworce.
W dwudziestoleciu międzywojennym leżały w Polsce, w województwie poleskim, do 12 kwietnia 1928 w powiecie brzeskim, w gminie Dworce, następnie w powiecie prużańskim, w gminie Horodeczno. W 1921 miejscowość liczyła 58 mieszkańców, zamieszkałych w 10 budynkach, w tym 57 Białorusinów i 1 Polaka. 57 mieszkańców było wyznania prawosławnego i 1 rzymskokatolickiego.
Po II wojnie światowej w granicach Związku Sowieckiego. Od 1991 w niepodległej Białorusi.